# Судебная система Бутана
Судебная система Бутана в соответствии с Конституцией Бутана 2008 года включает в себя Королевский суд Бутана, Национальную судебную комиссию, адвокатуру (джамби), полицию и пенитенциарную систему.

## Судебная система

### Национальная судебная комиссия
Национальная судебная Комиссия была создана в 2001 году в соответствии с Гражданским и Уголовно-процессуальным кодексами Бутана и представляла собой орган, назначаемый королём Бутана во главе с Главным судьёй Бутана, также назначаемым королём. В 2001 году, точное количество членов комиссии не было регламентировано.
С принятием Закона о судебной системе Бутана 2007 года Комиссия была реорганизована. В её состав было решено включить председателя Законодательного комитета Национальной ассамблеи Бутана, Генерального прокурора Бутана, старшего советника Верховного суда (Дрангпона) и Главного судью Бутана в качестве председателя комиссии. Комиссия консультирует короля по вопросам назначения судей, а также по вопросам создания новых судов и трибуналов. С принятием Конституции Бутана в 2008 году, состав Комиссии был сокращён до четырёх человек: Главный судья Бутана — председатель комиссии, старший советник Верховного Суда, председатель Законодательного комитета Национальной ассамблеи и Генеральный прокурор Бутана. Все члены Комиссии, за исключением председателя Законодательного комитета Национальной ассамблеи, назначаются королём.
Согласно Закону о судопроизводстве Бутана 2007 года, был также создан Королевский судебный совет, подведомственный Национальной судебной комиссии. В его состав входят семь человек: главный судья Верховного суда, Генеральные регистраторы Верховного суда и Высокого суда, советник (Дрангпон) Верховного суда; два советника судов дзонгхагов, и один советник из суда дунгхага, сменяемый раз в два года; при этом Советник Верховного суда не может одновременно входить в Национальную судебную комиссию и Королевский судебный совет. Королевский судебный совет управляет организационной структурой, бюджетом и кадровой политикой судебной системы Бутана. Совет также уполномочен создавать и упразднять должности, отличные от должностей Дрангпонов Верховного суда и Высокого суда, регулировать вопросы высшего юридического образования, а также контролировать квалификационные экзамены судейского корпуса. Все решения Совета должны быть рассмотрены Главным судьей Бутана.
Закон о судопроизводстве также ввёл образовательный ценз — работники судебной сферы, включая технических работников, должны иметь по крайней мере степень бакалавра права. Дрангпоны судов дзонгхагов и дунгхага должны иметь ученую степень по национальному законодательству Бутана. До принятия этого закона судьи отбирались из числа государственных служащих. Закон 2007 года устанавливает также другие требованиям к судебным работникам — гражданство Бутана по рождению, отсутствие внешних связей и запрет на членство в политических партиях. Закон также устанавливает регламент деятельности судей и критерии продвижения их по службе.
Закон о судопроизводстве 2007 года сформулировал основные характеристики судебной системы Бутана, которые были зафиксированы в Конституции Бутана 2008 года, включая функции Национальной судебной Комиссии, роль высшего звена судебной системы, и общие рамки судебной системы страны в целом. Поскольку Закон 2007 года не противоречит Конституции Бутана, он остаётся в силе.

### Судебная система

#### Королевский суд Бутана
Королевский суд является высшей судебной инстанцией страны, а также высшей инстанцией в толковании законов. В соответствии со статьёй 21 Конституции его функции заключаются в защите, поддержании и отправлении правосудия справедливо и независимо, без необоснованных задержек, в соответствии с принципом верховенства права и на основе равного доступа к правосудию. Королевский суд состоит из Верховного суда, Высокого суда, судов дзонгхагов и судов дунгхагов, а также других судов и трибуналов, которые могут быть установлены королём по рекомендации Национальной судебной Комиссии.
В соответствии с Конституцией, король Бутана назначает большую часть высших судейских чиновников: Главного судью Бутана и дрангпонов Верховного суда, главного судью и дрангпонов Высокого суда. При назначении на эти должности король консультируется с Национальной судебной Комиссией.

#### Генеральный прокурор
В судебной системе страны, правительство Бутана представлено в гражданском и уголовном судопроизводстве Генеральным прокурором Бутана. Генеральный прокурор назначается королём Бутана по представлению премьер-министра. В соответствии с Законом о Генеральном прокуроре 2006 года (в полном объёме включённом в Конституцию 2008 года), задачи Генерального прокурора заключаются в предупреждении преступлений, защите независимости судебного процесса, и распространении правовой информации среди населения. Генеральный прокурор также готовит законопроекты для представления в парламент, обзоры законодательства и консультирует органы власти всех уровней по правовым вопросам.

#### Гражданское и уголовное судопроизводство
Порядок гражданского и уголовного судопроизводства в Бутане определяются Гражданским и Уголовно-процессуальным кодексом 2001 года. Кодекс предусматривает открытость судебных процессов, равную защиту закона для всех граждан, беспристрастность и право подачи прошений Хабеас корпус. Гражданские и уголовные дела в Бутане рассматриваются одним или несколькими судьями. После последней апелляции в судебной системе, Кодекс предусматривает непосредственное обращение к королю.
Кодекс устанавливает общие правила осуществления процедур судопроизводства Бутана. Эти процедуры включают общие стандарты судебных доказательств, в частности, принцип состязательности, свидетельские показания, перекрёстный допрос и производство очных ставок. Как и в других системах, основанных на общем праве, бремя доказательства лежит на стороне обвинения.
Процессуальная часть Гражданского кодекса регламентирует юрисдикцию и правила состязательности в процессах. Многие её аспекты идентичны процедурам общего права, в частности федеральным правилам гражданского судопроизводства Соединенных Штатов, в том числе в терминологической части. В гражданских исках стороны в любой момент могут урегулировать свои споры с помощью посредников из органов местного самоуправления.
Уголовно-процессуальный кодекс регламентирует порядок ареста полицией Бутана (как с ордером на арест, так и без него), розыск, штрафы и уголовное судопроизводство. В кодексе оговорены специальные правила для несовершеннолетних правонарушителей. Почти весь Уголовно-процессуальный кодекс Бутана идентичен аналогичному кодексу системы общего права.
Гражданский и Уголовно-процессуальный кодекс 2001 года также устанавливают структуру и юрисдикцию судебной системы Бутана, зафиксированные впоследствии в Законе о судебной системе Бутана 2007 года и Конституции Бутана 2008 года.
Принципы доказательства в суде Бутана закреплены в Законе о доказательствах 2005 года. Этот закон включает в себя ряд современных положений английского общего права. Суд принимает к рассмотрению вещественные доказательства и документальные свидетельства. Существуют также порядок защиты свидетелей и жертв преступлений на сексуальной почве. В целом система доказательств в бутанском суде аналогична федеральным правилам судебных доказательств в США.
Закон о доказательствах Бутана также предусматривает возможность использования так называемых «письменных соглашений» (англ. written agreements). Показания одной стороны записываются в присутствии одного свидетеля с каждой стороны, удостоверяются подписями всех давших показания и печатью судебного учреждения. В тексте показаний не допускаются подчистки и исправления, отсутствие подписей, наличие дефектов в печати или подписи, а также дача показаний людьми психически больными или под принуждением.

#### Адвокатская практика
Порядок функционирования адвокатуры в Бутане регламентируется Законом об адвокатуре (англ. The Jabmi Act). Национальным регулирующим органом адвокатуры в Бутане является Джабми Цогдей (англ. Jabmi Tshogdey), аналог коллегии адвокатов. Все адвокаты (джабми) Бутана должны состоять в Джабми Цогдей, для вступления в неё претендент должен соответствовать ряду критериев: быть гражданином Бутана, иметь хорошую репутацию, не иметь алкогольной или наркотической зависимости, не являться душевнобольным, банкротом, не иметь судимости, обладать юридической квалификацией, признаваемой Джабми Цогдей, пройти курс по национальному законодательству Бутана и сдать квалификационный экзамен. Конституция Бутана гарантирует всем гражданам страны право на «консультирование и представительство интересов джабми Бутана по [их] выбору».
В местных СМИ описывался случай, как бутанский адвокат за нарушение The Jabmi Act был приговорён к году тюремного заключения, а также крупному штрафу.

### Пенитенциарная система
В 1995 году, при правлении короля Джигме Сингье Вангчука Высокий суд приступил к разработке Уголовного кодекса Бутана, который был принят Национальным собранием в августе 2004 года. Уголовный кодекс в этой редакции представлял собой собрание отдельных законодательные актов и указов короля, принятых в период с 1959 по 1990 годы. Кодекс был ориентирован на компенсации жертвам преступлений и увеличение возможности реабилитации правонарушителей. Поскольку Уголовный кодекс в этой редакции не противоречит Конституцией 2008 года, он остаётся в силе. Смертная казнь в Бутане была отменена с 20 марта 2004 года.

### Полиция
Согласно статье 28, § 3 Конституции Бутана, Королевская бутанская полиция является подразделением министерства внутренних дел и культуры Бутана и несёт основную ответственность за поддержание законности, порядка и профилактики преступности в стране, является неотъемлемой частью системы безопасности страны. Кроме того, Королевская бутанская полиция имеет право преследования подозреваемых и вызова свидетелей.

## История судебной системы
Гражданский и Уголовный кодексы Бутана основываются на Ца Йиг — кодексе, основанном на моральных принципах тибетского буддизма и принятом основателем Бутана Шабдрунгом Нгавангом Намгьялом в 1629 году. Ца Йиг был пересмотрен только в 1957 году и заменён на новый кодекс в 1965 году. Исторически сложилось, что король Бутана играет активную роль в подборе и назначении судей, а также вынесении судебных решений. Назначение судей было прерогативой монарха и до 2008 года, он мог в любой момент отозвать назначенного им судью. Кроме того, монарх был последней апелляционной инстанцией (своего рода «высшим апелляционным судом»).
Во время правления третьего короля Бутана, Джигме Дорджи Вангчука, Национальное собрание в 1953 году приняло первые кодифицированные законы, известные как Тримжунг Чхенмо («высший закон»), которые содержат практически все современные категории уголовных преступлений и их наказания. Кодекс 1965 года сохранил в значительной мере дух и содержание кодекса Ца Йиг. Семейно-брачные отношения, такие как брак, развод, усыновление, обычно решались на основе буддийского или индуистского права. До 1991 года незначительные дела рассматривались сельскими старостами, а более значительные — чиновниками районного уровня.
До 1980-х годов в судебной системе Бутана отсутствовали адвокаты, и в ходе открытого судебного процесса обвинитель и обвиняемый отстаивали свою позицию непосредственно перед судьёй. Судьи, назначаемые королём, проводили расследования, подавали иски, и непосредственно вели судебные процессы. Тяжкие преступления в Бутане на протяжении XX века были крайне редки, хотя были сообщения о повышенной криминальной деятельности в 1980-х и начале 1990-х годов в связи с наплывом гастарбайтеров, ростом экономического неравенства и расширению контактов с зарубежными странами.
Согласно постановлению Национальной Ассамблеи Бутана 1953 года, уточнённому в 1968 году, изгнание из страны не используется как форма наказания; нанесение увечий в качестве наказания было отменено в 1965 году. Штрафы, по разным данным, составляли в долларовом эквиваленте от $10 до $ 55; в отношении граждан, нарушивших правила Дриглам Намжа (своего рода национального дресс-кода), в качестве меры наказания может быть избрано тюремное заключение сроком от семи дней до одного месяца. Что касается международного уголовного права, в 1988 году Национальное собрание ратифицировало конвенцию SAARK о борьбе с терроризмом, предусматривающие выдачу террористов Бутаном.
До вступления в силу Конституции Бутана в 2008 году, высшей судебной инстанцией в королевстве был Королевский Высокий суд Бутана. После вступления в силу Конституции судебная система Бутана обрела ныне действующую структуру.